# Famille Frotier
 (août 2024).
La famille Frotier est une famille subsistante de la noblesse française, d'extraction féodale sur preuves de 1393, originaire du Poitou.
Cette famille compte parmi ses membres des officiers généraux, un sénéchal du Poitou qui fut également ambassadeur en Bretagne, un gouverneur de Poitiers, des députés de la noblesse, des hommes politiques, des hauts fonctionnaires, un archiviste et historien, un historien et généalogiste des familles bretonnes.

## Histoire
Le patronyme Frotier porté notamment par le chevalier Pierre Frotier, baron de Preuilly, conseiller et grand maître de l'écurie  du roi Charles VII, n'est, par principe, pas précédé d'une particule.
Bernard Chérin (1718-1785) écrivait le 28 septembre 1754, au sujet des honneurs de la Cour accordés à cette famille : « Frotier, barons de Preuilly, seigneurs de La Messelière, de Perray, de La Coste et de Fougeré, appelés marquis et comtes de La Messelière et de La Coste, porte: d'argent à un pal de gueules accosté de 10 losanges de même posés 2.2.1 de chaque côté. L'origine de cette ancienne noblesse n'a pas encore été découverte avec certitude, il y a cependant quelque apparence qu'elle est venue du Languedoc où ce nom était connu dès l'an 1202, que vivait Pierre Frotier, évêque de Lodève, et qu'elle a passé ensuite en Poitou et en Saintonge. »
Régis Valette écrit que cette famille est de noblesse chevaleresque sur preuves de 1393 et qu'elle a été reçue aux honneurs de la Cour.
Clairambault considère la filiation comme régulièrement établie depuis Jean III Frotier, premier écuyer et sommelier du comte de Valois en 1393, seigneur de Melséart et de Miserit en 1408 et 1415.[réf. nécessaire]
Gustave Chaix d'Est-Ange retient l'origine poitevine et non languedocienne de la famille Frotier.
Henri Frotier de La Messelière en accord avec Beauchet-Filleau fait débuter la filiation de sa famille avec Jean Frotier, varlet (noble non armé chevalier), qui était vassal de Mengot de Melle en 1340.
Pierre Frotier, baron de Preuilly, est le fils de Jean Frotier, dit le jeune, seigneur de Saint-Faziol, Boivinet, Miserit, Melzéart, Puy-Bourassier, etc.[réf. nécessaire]
Jean Frotier avait reçu en don du roi Charles VI en 1383 une maison sise rue Saint-Martin à Paris. Premier écuyer et sommelier du comte de Valois, futur duc d'Orléans, frère du roi Charles VI, en 1393, il est cité dans les aveux rendus à Melle par Jean de Clervaux, le 23 février 1406 et par Aimery de Cousdun, le 1er octobre 1406. Il en fit lui-même aveu à Melle, pour ses fiefs de Melzéart et Miserit, le 24 décembre 1408 et il est mort en 1416. Jean Frotier avait épousé avant 1390, Jeanne Cléret, dame de Fontenille, (Deux-Sèvres), fille de Jean Cléret, seigneur d'Ardilleux (Deux Sèvres) et d'Alix de Saint-Julien. Ils sont tous deux ancêtres des branches subsistantes de la famille Frotier.
Les titres de noblesse portés par cette famille ne sont pas des titres réguliers.
Sa filiation prouvée remonte à 1393. Elle est admise aux honneurs de la Cour au XVIIIe siècle.
La famille Frotier a donné trois branches subsistantes[réf. nécessaire] :
- La branche Frotier de La Messelière
- La branche Frotier de Bagneux
- La branche Frotier de La Coste-Messelière

Cette famille, encore représentée de nos jours, a été admise à l'Association d'entraide de la noblesse française (ANF) le 28 mai 1933.

## Personnes non rattachées et/ou homonymes
Gustave Chaix d'Est-Ange cite des personnages du nom Frotier depuis le Xe siècle en Poitou.
Pierre III Frotier (ou Pierre de Frottier) est cité en tant qu'évêque de Lodève de 1200 à 1207.
Deux frères, Guillaume et Sicard Frotier prêtent serment au roi de France avec les chevaliers nobles de Cordes, (Tarn), en 1242. Bertrand Frotier est capitaine de la compagnie d'Arnaud de Béarn, comte de Foix, en 1379. Robert Frotier est capitaine du château de Paulin, en Albigeois pour le roi de France en 1412.
En pays de Melle (Deux-Sèvres), un Pierre Frotier, originaire de Melle, est mentionné pour avoir accompagné Alphonse, comte de Poitiers afin de rejoindre en 1249 le roi Saint-Louis à la septième croisade entamée en 1248,,.

## Personnalités
- Pierre Frotier, baron de Preuilly (-1459), écuyer du roi Charles VI, est conseiller et grand maître de l'écurie du roi Charles VII, sénéchal du Poitou en 1424, ambassadeur en Bretagne en 1459[13]. Son frère cadet, le chevalier Colin Frotier, épouse Isabeau d'Usseau, héritière de la seigneurie de La Messelière en Queaux, située dans l'actuel département de la Vienne. Ce fief, dont il fait l'aveu au sénéchal de Basse-Marche en 1437, est toujours la propriété de la branche aînée des « marquis » Frotier de La Messelière[14].

Colin Frotier, fondateur de trois branches familiales: Frotier de La Messelière, Frotier de Bagneux et Frotier de La Coste-Messelière.[réf. nécessaire]

### Branche Frotier de La Messelière
- François Frotier de La Messelière, seigneur de La Messelière, lieutenant participant et justicier du sénéchal de la Basse-Marche en 1553, capitaine de l'arrière-ban d'Angoumois en 1562, commandant d'arrière-ban du Poitou en 1567, chevalier de l'ordre du roi en 1568
- Pierre Frotier de La Messelière, seigneur de La Messelière, chevalier de l'ordre du roi en 1569, gentilhomme ordinaire de la chambre du duc d'Alençon en 1573, gouverneur de Poitiers en 1574 et 1575
- Gaspard Frotier de La Messelière, seigneur de La Messelière, chevalier de l'ordre du roi, Pour sa belle conduite au siège d'Amiens en 1597, il est nommé mestre de camp d'infanterie. Il est député de la noblesse de la Basse-Marche aux États-Généraux de 1614.
- Louis (II) Frotier de La Messelière  (v.1626-1670), seigneur de La Messelière, enfant d'honneur de Louis XIV, chevalier de la Chambre et sergent de bataille des armées du roi, chevalier de l'ordre de Saint-Michel, maintenu noble en Poitou les 11 mars 1665 et 21 juillet 1667. Mort le 2 novembre 1670, il est inhumé dans le chœur du couvent des Cordeliers, à la Raslerie en Queaux[14]
- Bonaventure Frotier de La Messelière (+1712), dit le marquis de La Messelière, page de la grande écurie du roi en 1662, mestre de camp dans la compagnie de Noailles en 1692, brigadier de cavalerie en 1702, maréchal de camp en 1704, chevalier de l'ordre royal et militaire de Saint-Louis en 1694. Il servit notamment au siège de Maestricht en 1673. Il fut grièvement blessé à la bataille de Höchstädt en 1704[15].
- Gabriel-Marie-Pierre-Paul Frotier de La Messelière (1873-1915), Saint-Cyr 1895, commandant du 4e bataillon du 8e Tirailleurs indigènes, blessé sur la Marne et à Dixmude en 1914, mort pour la France le 14 novembre 1915 lors du torpillage du transport militaire le Calvados sur la côte de la province d'Oran, chevalier de la Légion d'honneur, croix de guerre avec palme.
- Henri Frotier de La Messelière (1876-1965), historien et généalogiste breton, chevalier de la Légion d'honneur.
- Marie-Jacques Frotier de La Messelière (1878-1916), avocat près la cour d'appel de Poitiers, capitaine d'infanterie, mort pour la France le 8 mars 1916 à la bataille de Verdun, chevalier de la Légion d'honneur.
- Joseph-Antoine-Henri-Marie Frotier de La Messelière (1888-1908, Saint-Cyr 1908, capitaine au 44e régiment d'infanterie coloniale, mort pour la France le 14 octobre 1916, à Vakakeff, (Serbie), chevalier de la Légion d'honneur.
- François-Xavier-Marie Frotier de La Messelière (1889-1914), Saint-Cyr 1908, lieutenant au 106e régiment d'infanterie, mort pour la France à Cons-la-Grandville, (Meurthe-et-Moselle), chevalier de la Légion d'honneur.
- Louis-Bernard-Marie Frotier de La Messelière (189&-1914), attaché à la Banque de France, sergent-major au 156e régiment d'infanterie, mort pour la France le 10 novembre 1914 à Wulnerghem en Belgique, croix de guerre.

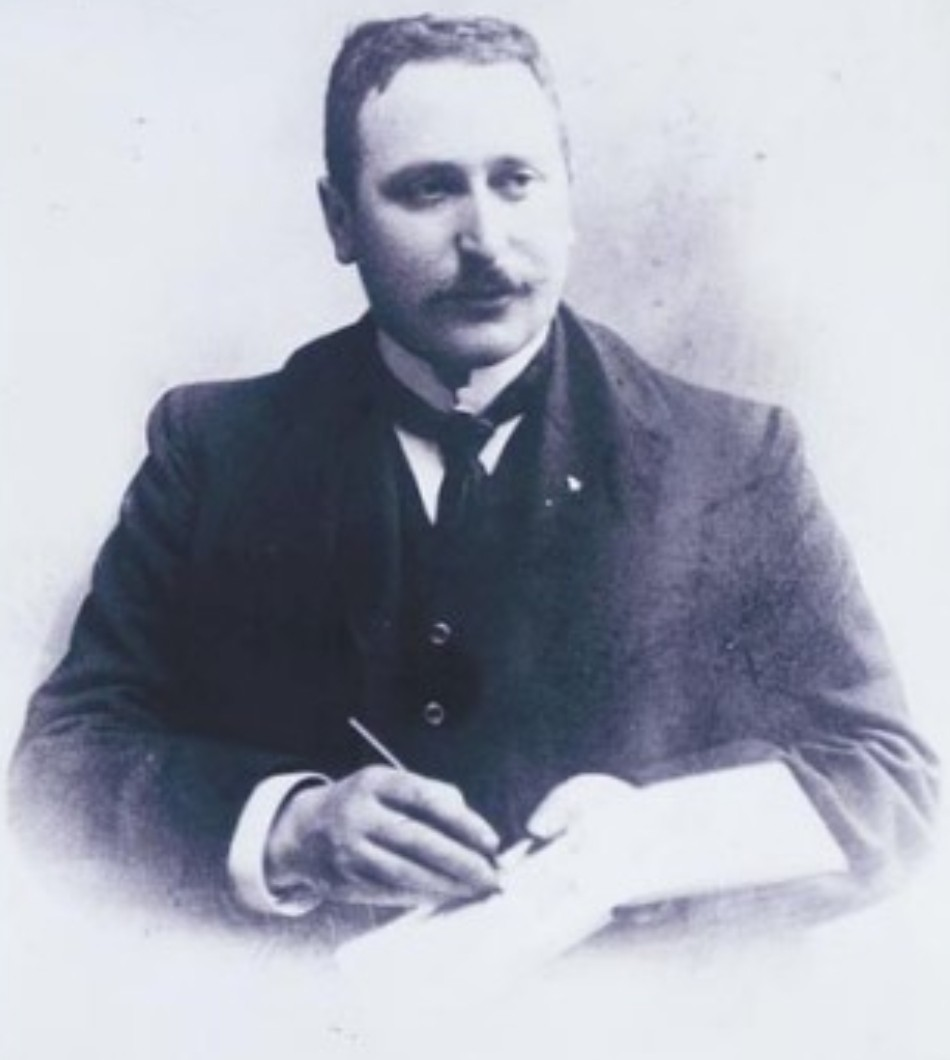
Henri Frotier de La Messelière (1876-1965)

### Branche Frotier de Bagneux
- Philippe Frotier, seigneur de Lescorcière en Gouex, Vienne, capitaine des vaisseaux du roi, lieutenant-colonel du régiment d'Estissac, député de la noblesse aux États Généraux de Tours en 1651, maintenu noble en Poitou le 21 juillet 1667[14].

- Louis-Marie Frotier de Bagneux, seigneur de Bagneux (1726-1805), colonel du régiment Royal Champagne en 1772, chevalier de l'ordre royal et militaire de saint-Louis en 1778

- Paul Zénobe Louis Frotier de Bagneux, dit le baron de Bagneux (1783-1858), auditeur au Conseil d'État en 1813 et baron de l'Empire français la même année. Pendant les Cent-Jours, abandonnant la cause de l'Empire, il prit parti dans le soulèvement de la Vendée et assista à l'affaire de Rocheservière où les Vendéens furent battus par le général Lamarque. Sous-préfet à Bourbon-Vendée en 1815, conseiller général de la Vendée à partir de 1816, préfet des Côtes-d'Armor (1822-1826), préfet de Maine-et-Loire (1826-1830), député des Côtes-d'Armor (1827-1830). Officier de la Légion d'honneur en 1829. Il est condamné à mort par contumace par le gouvernement du roi Louis-Philippe Ier de 1832 à 1834 pour avoir participé  aux actions de la duchesse de Berry mais il fut acquitté.
- Louis-Charles-Alfred Frotier de Bagneux, dit le marquis de Bagneux (1816-1896), député royaliste de la Seine-Inférieure en 1871, conseiller général du canton de Pavilly.
- Pierre-Adalbert Frotier de Bagneux, dit le comte de Bagneux (1845-1923), capitaine au 50e Mobiles, à la défense de Paris en 1870. Fait chevalier de la Légion d'honneur à Buzenval. Député de la Seine-Inférieure de 1911 à 1923, maire de Limésy, conseiller général.
- Jean Frotier de Bagneux (1900-1983), sénateur des Côtes-du-Nord de 1959 à 1980.
- Geoffroy Frotier de Bagneux (1909-1973), attaché au cabinet militaire du général de Gaulle en 1945, compagnon de la Libération.

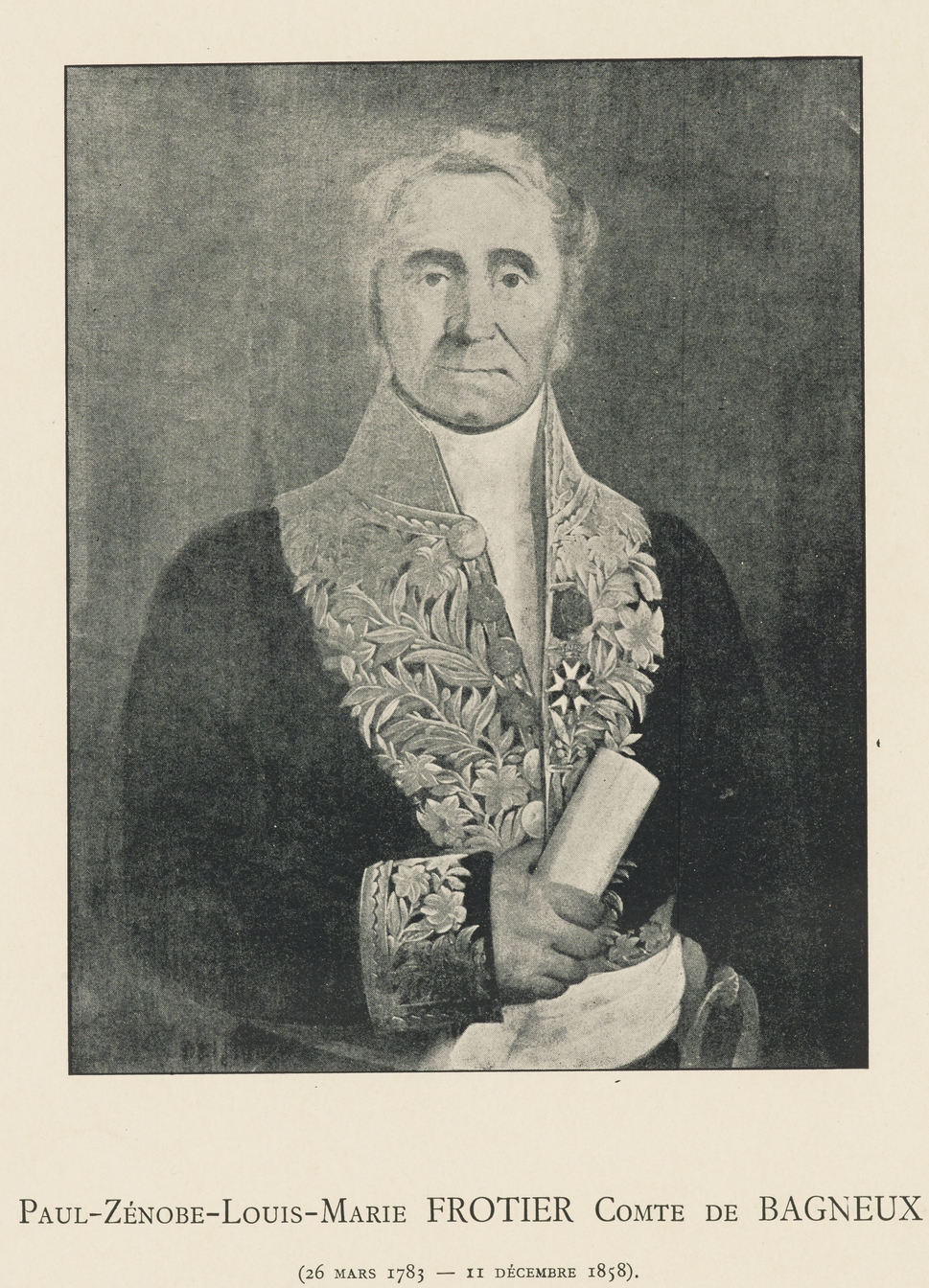
Paul Zénobe Louis Frotier de Bagneux (1783-1858)
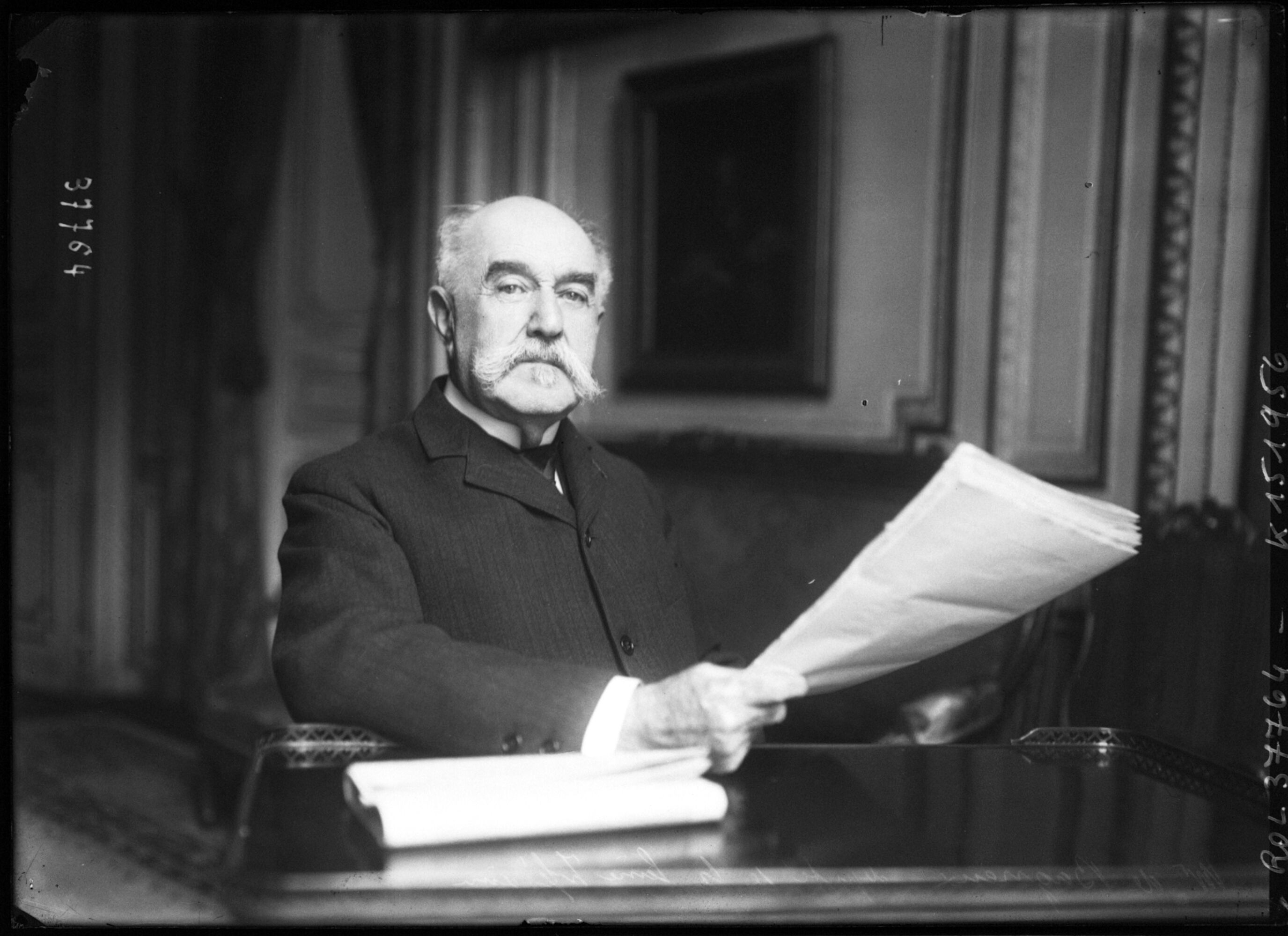
Pierre-Adalbert Frotier de Bagneux (1845-1923)
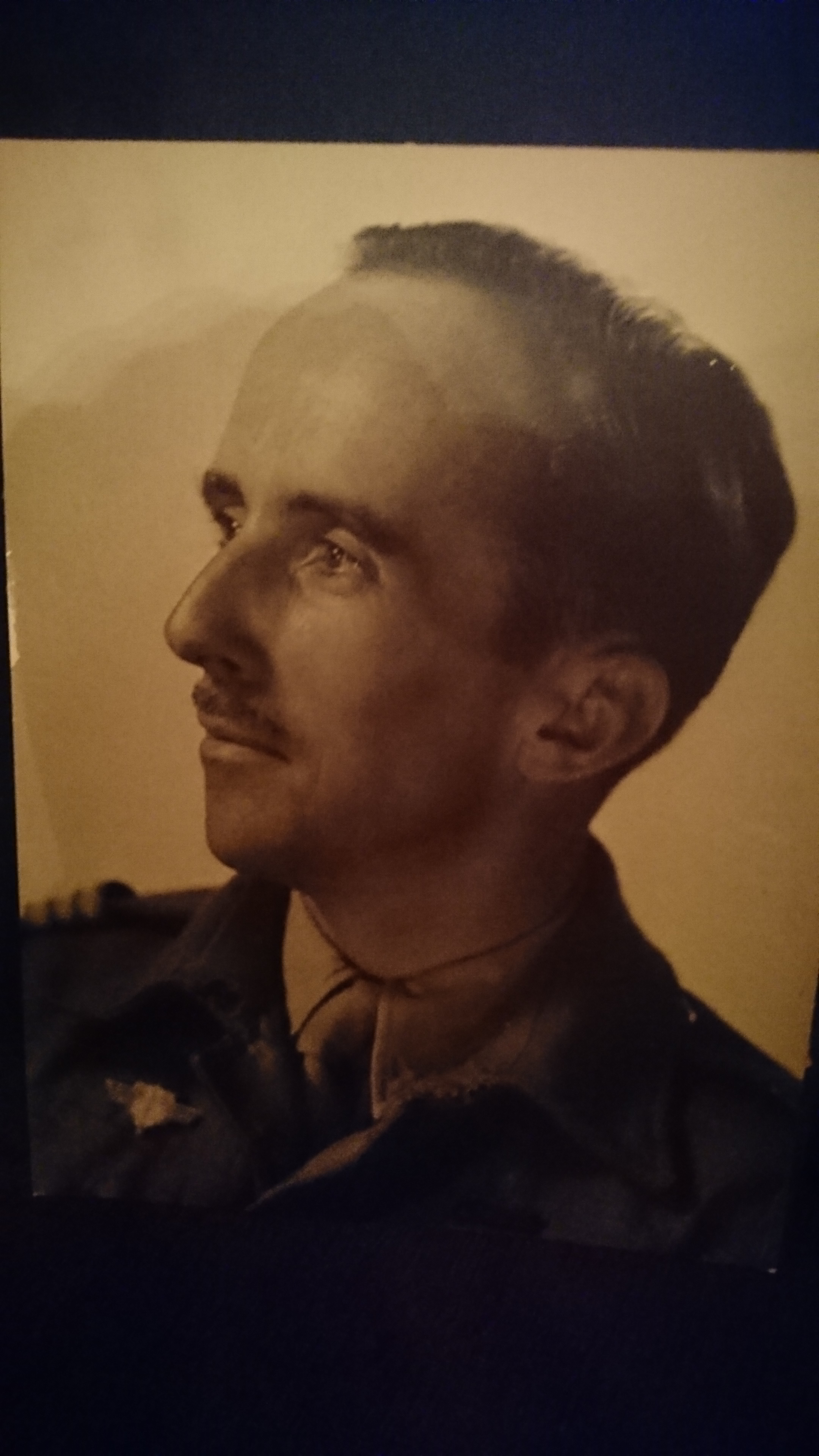
Geoffroy Frotier de Bagneux (1909-1973)

### Branche Frotier de La Coste-Messelière
- Benjamin Frotier (+1689), seigneur de La Coste en Moussac (Vienne) Vienne, maintenu noble en Poitou en 1667.
- Benjamin-Louis-Marie Frotier de La Coste-Messelière, dit le marquis de La Coste-Messelière (1697-1771), nommé maréchal de camp en février 1743 puis lieutenant-général en janvier 1748
- Louis-Marie-Joseph Frotier de La Coste-Messelière, dit le comte de la Coste-Messelière (titre qu'il continua de porter après la mort de son père, qui précède) (1725-1778), admis aux honneurs de la Cour en 1754, nommé maréchal de camp en 1769, commandeur de Saint-Louis en 1773.
- Benjamin-Léonor-Louis Frotier de La Coste-Messelière, dit le marquis de La Coste-Messelière, (1760-1806), fils du précédent, capitaine de dragons au régiment de La Rochefoucauld, mestre de camp de cavalerie, admis aux honneurs de la Cour en 1780, ministre plénipotentiaire en 1786, député de la noblesse du bailliage du Charolais aux États généraux de 1789, sous-préfet de Melle en 1800, préfet de l'Allier de 1802 à 1806.
- Pierre Frotier de La Coste-Messelière, dit le marquis de la Coste-Messelière (1894-1975), archéologue, membre de l'Académie des inscriptions et belles-lettres
- René Frotier de La Coste-Messelière, dit le marquis de la Coste-Messelière (1918-1996), fils du précédent, chartiste, archiviste et historien, conservateur aux Archives nationales de 1952 à 1983, fondateur de la Société des amis de Saint-Jacques-de-Compostelle

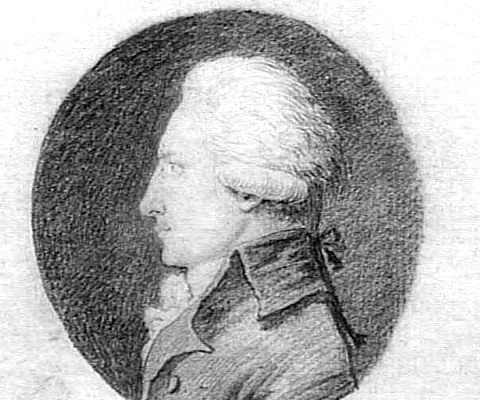
Benjamin-Léonor-Louis Frotier de La Coste-Messelière (1760-1806)

## Blasons
| Image | Blasonnement | Devise |
| ----- | --- | ------ |
|       | Famille Frotier D'argent au pal de gueules accosté de dix losanges du même, posés 2, 2 et 1 de chaque côté. |        |
|       | Frotier de La Messelière Écartelé: aux 1 et 4, d'azur, à trois croissants d'argent; aux 2 et 3, contre-écartelé: a) d'or, à cinq fusées de gueules accolées en fasce, b) d'azur, à la croix engrêlée d'argent, c) de gueules, à neuf macles d'or, 3, 3 et 3, au lambel antique d'argent brochant en chef, d) burelé d'or et de gueules. Sur le tout des grands quartiers: un écu couronné d'une couronne de marquis, d'argent, au pal de gueules, acc. de dix losanges du même cinq de chaque côté, 2, 2 et 1. |        |
|       | Supports: deux lévriers |        |

## Alliances
Les principales alliances de la famille Frotier sont : de Barbeyrac Saint Maurice, Boux de Casson, de Brilhac, de Broglie, Budes de Guébriant, de Cacqueray-Valmenier, de Pérusse des Cars, de Cathelineau, de Chalus, du Cheyron du Pavillon, de Coatgoureden, de Denesvre de Domecy, de Ferrières de Marsay, de Froissard, Jacobé de Haut de Sigy, de Jouffroy-Gonsans, de La Laurencie, de Lambilly, de La Forest-Divonne, de La Moussaye, de La Rochefoucauld, de Maillé, de Moncuit de Boiscuillé, de Montillet de Grenaud (1932), de Polignac (1872), de Rocquigny-Adanson, de Talleyrand de Grignols, de Terrasson de Montleau, de Turenne d'Aynac, Tyrel de Poix, de Vasselot de Régné, de Verdun, de Villoutreys de Brignac, de Virieu, de Voyer de Paulmy, de Nuchèze, Baret de Rouvray, de Voluire de Ruffec de Brassac, de Ferrières,de La Lande de Vernon, Blandin de Chalain, de Fleury, d'Usseau, de Chasteigner.

## Postérité
- Ouvrage de généalogie sur les familles bretonnes, par Henri Frotier de La Messelière (1876-1965)